# Wat Phra That Doi Tung
De Wat Phra That Doi Tung is een tempel op de Doi Tung in de amphoe Mae Sai in Thailand.

## Geschiedenis
Koning Achutaraj van Chiang Saen liet in 911 een vlag neerzetten om aan te duiden waar de Wat Phra That Doi Tung moest komen. De vlag zou twee kilometer lang zijn geweest volgens getuigen en de Doi Tung, wat vlaggenstok betekent, is naar de vlag vernoemd. De oudste twee chedi's zijn gebouwd in 911 als schrijn voor de sleutelbeenderen van Boeddha.

## Tradities
Volgens tradities brengt het geluk om de klokken te luiden en om muntstukken in het water of in de navel van het beeld te gooien.

## Architectuur
In de Wat Phra That Doi Tung staat een beeld van Boeddha in Chinese stijl.